# 璹嫔
璹嬪（1840年—1874年），葉赫那拉氏，正白旗滿洲人 。員外郎桂祥之女，咸豐帝玉嬪之姐。清朝咸豐帝之嬪，無生育。

## 生平
道光二十年 (1840年) 二月二十日子時出生。
咸豐五年 (1855年) 二月初十日，「正白旗滿洲員外郎桂祥之女那拉氏」被封為𤩈貴人，而正白旗滿洲主事全文之女那拉氏則在同一日被封為璷貴人。𤩈貴人具有嬪銜，每日吃食分例和煤炭、蠟燭等物均依照嬪例發給，而與其同日受封的璷貴人僅有正常的待遇。
咸豐五年三月十六日，𤩈貴人和璷貴人正式入宮，兩人與懿嬪那拉氏同居儲秀宮，同年三月三十日，咸豐帝賞賜一套收藏於毓慶宮的《說文字原·六書正譌》給𤩈貴人。
咸豐六年（1856年）三月二十三日，懿嬪生大阿哥載淳，四月二十三日，咸豐帝得悉𤩈貴人之母在大阿哥滿月時，擅自呈進物品，下令將其所進之物擲還，同年十一月初十日，咸豐帝下旨更改其封號的寫法，改稱為璹貴人。
咸豐七年（1857年）十一月十二日，璹貴人每日的吃食分例，以及煤炭、蠟燭等物依照常在之例發給。
咸豐八年（1858年）二月初三日，璹貴人之妹被封為玉貴人，二月初四日，璹貴人每日的吃食分例，以及煤炭、蠟燭等物依照貴人之例發給，恢復正常待遇。
咸豐十一年（1861年）十月初十日，剛登極的同治帝尊封璹貴人為璹嬪，而璹貴人之妹玉貴人則被尊封為玉嬪。璹嬪封號的滿文為「wesihungge」，意為「尊貴的」、「繁盛的」。同治元年（1862年）二月，內務府為道光帝和咸豐帝妃嬪安排會親，定於二月十三日，璹嬪和玉嬪會親，會親時間從早上卯時開始，至傍晚酉時結束，親族人等俱出入蒼震門。同治十三年（1874年）三月二十四日，璹嬪去世，喪葬禮儀依照同治八年容嬪之例辦理。
民國時期，奭良所擬的《后妃傳》錯記璹嬪為「鑄常在」。

## 作品
翁同龢所撰的《翁文恭公日記不分卷》稱「顯廟位下璹妃，能書大字，全師之姪孫也，今年薨，此月奉移」，可知咸豐帝璹嬪能書大字。她已知的作品有：
- 《璹貴人楷書五言聯》，現藏於北京故宮博物院[15]。

## 家族
- 高祖父：松齡，官至江南淮揚道，娶瓜爾佳氏、覺羅氏、喏羅氏，有妾孫氏、范氏。
- 曾祖父：那清安，嘉慶十年進士，官至兵部尚書，諡恭勤，娶江寧鹽法道盧崧之女盧氏。
- 祖父：全志，曾任員外郎，娶二等男爵鄂彌善之長女必祿氏。
- 父：桂祥，道光二十三年舉人，曾任員外郎，娶欽天監五官正常興之女舒舒覺羅氏。
- 兄弟：詺鼎、詺彝、詺鍾、詺牖。
- 姐妹：玉嬪、員外郎華毓（即盛京將軍崇實之子）之妻。